# Acid Red 176
C.I. Acid Red 176 ist eine chemische Verbindung aus der Gruppe der Azofarbstoffe und der anwendungstechnischen Gruppe der Säurefarbstoffe. Es handelt sich um einen Chromotropfarbstoff und wurde ursprünglich für die Färbung von Wolle eingesetzt.

## Geschichte
Die Herstellung des Farbstoffs wurde 1890 durch die Farbwerke vorm. Meister, Lucius & Brüning in Höchst a. M. patentiert. Wie bei den weiteren in den Patenten erwähnten Farbstoffen auf der Basis von Chromotropsäure wird die Anwendung im Wolldruck hervorgehoben.

## Herstellung
Acid Red 176 wird durch Diazotierung von 4-Nitroanilin mit Natriumnitrit und Salzsäure und Kupplung des Diazoniumsalzes auf Chromotropsäure synthetisiert.

## Verwendung
Mit Acid Red 176 wird Wolle in einer blauroten Nuance gefärbt. Bei der Behandlung der Färbung mit Chromsalzen wie beispielsweise Kaliumdichromat tritt ein deutlicher Farbumschlag von rot nach blau oder schwarz auf.
Acid Red 176 findet Verwendung bei der komplexometrischen Titration von Thorium und der photometrischen Bestimmung von Magnesium in natürlichen Wässern.